# Alexandra Masangkay Escalona
Alexandra Masangkay Escalona   (Barcelona, 15 d'abril de 1992) és una actriu, cantant i ballarina catalana.

## Biografia
Nascuda a Barcelona, tot i que amb ascendència filipina, de ben petita ja es despertà en ella la passió per la música. Les artistes que més van influir en la seva personalitat van ser Mariah Carey i Alicia Keys, entre d'altres.
El 2011 va ser seleccionada per a la 8a edició del programa televisiu Operación Triunfo, on va acabar en quarta posició.
La seva carrera al món de la interpretació va començar l'any 2014 amb la sèrie Dreamland. Més endavant va participar en les sèries B&B, de boca en boca, Yo quisiera, on interpretava a Carolina, i més recentment a + de 100 mentiras.
En el cinema ha participat en les pel·lícules 1898: Los últimos de Filipinas, interpretant a Teresa, i a El hoyo en el paper de Miharu.

## Filmografia

### Cinema
| Any  | Títol                          | Personatge | Director               | Notes           |
| ---- | ------------------------------ | ---------- | ---------------------- | --------------- |
| 2016 | 1898: Los últimos de Filipinas | Teresa     | Salvador Calvo         | Paper principal |
| 2019 | El hoyo                        | Miharu     | Galder Gaztelu-Urrutia | Paper principal |
| 2022 | Código Emperador               | Wendy      | Jorge Coira            | Paper principal |

### Sèries de televisió
| Any       | Títol                | Personatge | Cadena    | Notes                                                                                 |
| --------- | -------------------- | ---------- | --------- | ------------------------------------------------------------------------------------- |
| 2014      | Dreamland            | Alexandra  | Quatre    | Elenc principal; 8 episodis                                                           |
| 2015      | B&b, de boca en boca | China      | Telecinco | Convidada; 1 episodi                                                                  |
| 2015-2016 | Yo quisiera          | Carolina   | Divinity  | Elenc principal; 48 episodis                                                          |
| 2018-2019 | + de 100 mentiras    | Irene      | Flooxer   | Elenc principal; 6 episodis (Temporada 1) Episodi: «Mentider, mentider» (Temporada 2) |

### Programes de televisió
| Any  | Títol             | Cadena    | Notes                    |
| ---- | ----------------- | --------- | ------------------------ |
| 2011 | Operación Triunfo | Telecinco | Concursant; 4a Finalista |

### Musicals
| Any       | Títol                  | Personatge |
| --------- | ---------------------- | ---------- |
| 2017-2018 | The Hole Zero          | Lucy       |
| 2019-2020 | Flashdance: El Musical | Kiki       |